# Unitarismo universalista

El Cáliz de fuego, símbolo usado por el Unitarismo universalista

El universalismo unitario (UU) es una religión liberal caracterizada por una "búsqueda libre y responsable de la verdad y el sentido". Los unitarios universalistas no afirman ningún credo, sino que están unificados por su búsqueda compartida de crecimiento espiritual, guiada por una "tradición viva" dinámica. Actualmente, estas tradiciones se resumen en las Seis Fuentes y los Siete Principios del Universalismo Unitario, documentos reconocidos por todas las congregaciones que eligen ser parte de la Asociación Unitaria Universalista. Estos documentos están 'vivos', lo que significa que siempre están abiertos para revisarlos y reelaborarlos. Las congregaciones Unitarias Universalistas (UU) incluyen muchos ateos, agnósticos y teístas entre sus miembros. Hay iglesias, confraternidades, congregaciones y sociedades de UU en todo el mundo. Las raíces del universalismo unitario se encuentran en el cristianismo liberal protestante, específicamente en el unitarismo y el universalismo. Los unitarios universalistas afirman que de estas tradiciones surge una profunda consideración por la libertad intelectual y el amor inclusivo. Las congregaciones y los miembros buscan inspiración y obtienen conocimientos de todas las principales religiones del mundo.

Las creencias de los unitarios universalistas individuales varían ampliamente y pueden incluir humanismo, judaísmo, cristianismo, islamismo, hinduismo, sijismo, budismo, taoísmo, sincretismo, omnismo, neopaganismo, ateísmo, agnosticismo, panteísmo, panenteísmo, pandeísmo, deísmo y el enseñanzas de la Fe bahá'í. 

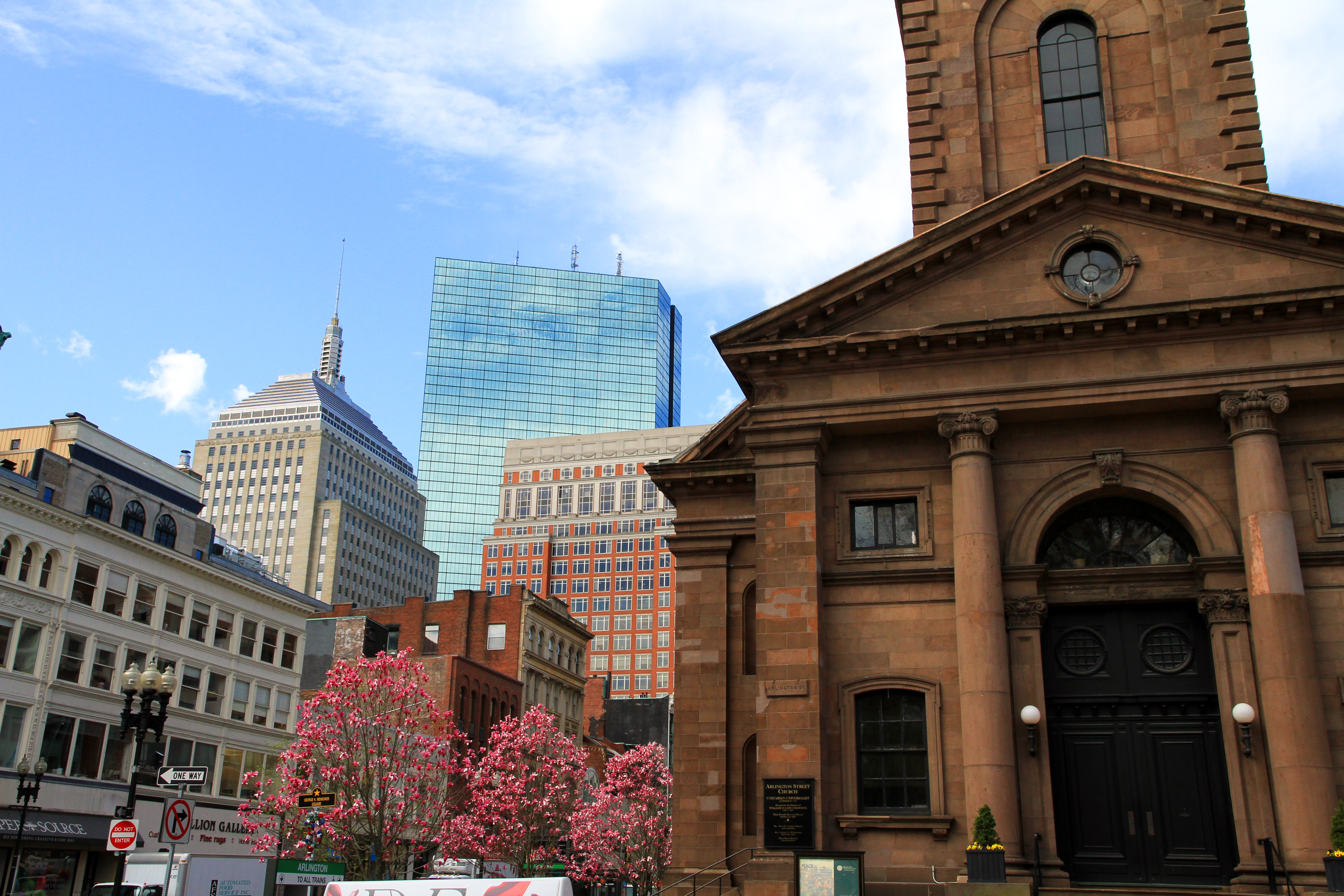
Arlington Street Church

La Asociación Unitaria Universalista (UUA) se formó en 1961 a través de la consolidación de la Asociación Unitaria Americana, establecida en 1825, y la Iglesia Universalista de América, establecida en 1793. La UUA tiene su sede en Boston, Massachusetts, y sirve a las iglesias, principalmente en los Estados Unidos. Un grupo de treinta congregaciones filipinas está representado como miembro único dentro de la UUA. El Consejo Unitario Canadiense (CUC) se convirtió en un organismo independiente en 2002. La UUA y el CUC son, a su vez, dos de los diecisiete miembros del Consejo Internacional de Unitarios y Universalistas.

## LGBT
El unitarismo universalista y la Asociación Unitaria Universalista (AUU) tienen una larga tradición de haber recibido abiertamente a las personas LGBT. El primer ministro religioso de cualquier iglesia en declararse homosexual en los Estados Unidos o Canadá fue el reverendo Troy Perry en 1968. Desde 1970 ha habido numerosas declaraciones de la AUU apoyando a las personas sin importar su orientación sexual, y desde 1989 existe un programa que ha gozado de popularidad denominado "Welcoming Congregation" (Congregación hospitalaria). La AUU ha apoyado oficialmente que los clérigos de la AUU realicen Servicios de Unión entre parejas del mismo sexo desde 1984, y ha apoyado el matrimonio entre personas del mismo sexo desde 1996. En 2004 la reverenda unitario-universalista Debra Haffner del The Religious Institute on Sexual Morality, Justice, and Healing publicó An Open Letter on Religious Leaders on Marriage Equality to affirm same-sex marriage from a multi-faith perspective (Carta abierta a los líderes religiosos sobre la equidad matrimonial para apoyar el matrimonio homosexual desde una perspectiva multi-fe).
La AUU tiene una Oficina de Preocupaciones de Bisexuales, Gays, Lesbianas y Transexuales, que también lleva a cabo el programa de bienvenida de la Congregación hospitalaria. Existe también un grupo LGBT de unitarios universalistas y sus seguidores llamado Interweave Continental.